# Rocafort
Rocafort – stacja metra w Barcelonie, na linii 1. Stacja została otwarta w 1926.